# Wolfgang Uhlmann
Wolfgang Uhlmann (Dresda, 29 marzo 1935 – Dresda, 24 agosto 2020) è stato uno scacchista tedesco, Grande maestro.

## Biografia
Nel 1951 vinse il campionato giovanile della Repubblica Democratica Tedesca e nel 1954 il campionato assoluto, il primo di undici titoli nazionali conquistati fino al 1986.
Partecipò per la Germania Est a 11 olimpiadi degli scacchi dal 1956 al 1990, dieci volte in prima scacchiera, vincendo una medaglia d'oro individuale alle olimpiadi di Tel Aviv 1964 e una medaglia di bronzo individuale alle olimpiadi di L'Avana 1966.
Al torneo interzonale di Palma di Maiorca del 1970 ottenne la qualificazione per il torneo dei candidati, che si tenne l'anno successivo. Perse però il match contro Bent Larsen.
Altri risultati di rilievo:
- 1955 :  primo a Erfurt;
- 1958 :  primo a Kienbaum;
- 1959 :  primo al torneo di Hastings 1958/59; primo a Vienna;
- 1960 :  secondo al torneo di Hastings 1959/60, secondo a Stoccolma;
- 1963 :  secondo a Sarajevo;
- 1964 :  pari primo nel Capablanca Memorial di L'Avana; pari primo a Sarajevo con Leŭ Paluhaeŭski;
- 1965 :  pari primo a Zagabria, pari primo a Zinnowitz;
- 1966 :  pari primo con Boris Spasskij nel torneo di Hastings 1965/66;
- 1968 :  pari primo con David Bronštejn nel Lasker Memorial di Berlino;
- 1969 :  primo nello zonale di Raach, con due punti di vantaggio sul 2º classificato;
- 1976 :  primo-terzo con Bronštejn e Vlastimil Hort ad Hastings; secondo dietro a Anatolij Karpov a Skopje;
- 1977 :  primo a Vrbas;
- 1978 :  primo-terzo a Halle con Ivan Farago e Rainer Knaak;
- 1981 :  primo a Halle.

Uhlmann fu uno dei pochi grandi maestri di alto livello ad aver adottato sistematicamente la difesa francese. Era riconosciuto come uno dei più grandi esperti di tale difesa, alla quale dette notevoli contributi teorici.

## Alcune partite notevoli
- Bobby Fischer – Uhlmann, Buenos Aires 1960  – Difesa francese C19
- David Bronštejn – Uhlmann, Hastings 1977  – Difesa francese C18
- Victor Ciocâltea – Uhlmann, Mosca 1956  – Difesa francese C02
- Uhlmann – Mathias Wahls, Bundesliga 1992/93  – Difesa est indiana E73
- Uhlmann – Valerij Čechov, Dresda 1997  – Difesa slava D18